# Jin Kyung
Jin Kyung (진경?, Jin GyeongLR, Chin KyŏngMR; Masan, 27 marzo 1972) è un'attrice sudcoreana.
Ha esordito come attrice nel 1998, trascorrendo dieci anni in teatro prima di passare a cinema e televisione. Ha ottenuto un Baeksang Arts Award alla miglior attrice non protagonista per Cold Eyes (2013) e un SBS Drama Award nella stessa categoria per Nangman doctor Kim Sa-bu 2 (2019-2020).

## Filmografia

### Cinema
- Nado anaega iss-eoss-eumyeon joketda (나도 아내가 있었으면 좋겠다?), regia di Park Heung-sik (2000)
- Geunyeoreul midji maseyo (그녀를 믿지 마세요?), regia di Bae Hyeong-jun (2004)
- Eorin sinbu (어린 신부?), regia di Kim Ho-jun (2004)
- Domabaem (도마뱀?), regia di Kang Ji-eun (2006)
- Banga-un sar-inja (반가운 살인자?), regia di Kim Dong-wook (2010)
- Oneul (오늘?), regia di Lee Jeong-hyang (2011)
- Miss Go (미쓰 Go?), regia di Park Chul-kwan (2012)
- Cold Eyes (감시자들?), regia di Jo Ui-seok e Kim Byeong-seo (2013)
- Slow Video (슬로우 비디오?), regia di Kim Young-taek (2014)
- Eunmilhan yuhok (은밀한 유혹?), regia di Yoon Jae-gu (2015)
- Amsal (암살?), regia di Choi Dong-hoon (2015)
- Veteran (?), regia di Ryoo Seung-wan (2015)
- Yeoljeong gat-eun sori hago inne (열정 같은 소리 하고 있네?), regia di Jeong Gi-hun (2015)
- Master (마스터?), regia di Cho Ui-seok (2016)
- Sunkist Family (썬키스 패밀리?), regia di Kim Ji-hye (2019)
- Nido di vipere (지푸라기라도 잡고 싶은 짐승들?), regia di Kim Yong-hoon (2020)
- Yaksha (야차?), regia di Na Hyeon (2022)

### Televisione
- Iljimae (일지매?) – serie TV (2008)
- Seondeok yeo-wang (선덕여왕?) – serie TV (2009)
- Sol-yakgukjip adeuldeul (솔약국집 아들들?) – serie TV (2009)
- Yuryeong (유령?) – serie TV (2012)
- Sesang eodi-edo eobnneun chakhan namja (세상 어디에도 없는 착한 남자?) – serie TV (2012)
- Guga-ui seo (구가의 서?) – serie TV (2013)
- Good Doctor (굿 닥터?) – serie TV (2013)
- Cham joh-eun sijeol (참 좋은 시절?) – serie TV (2014)
- Pinocchio (피노키오?) – serie TV (2014)
- Gwaenchanh-a, sarang-i-ya (괜찮아, 사랑이야?) – serie TV (2014)
- Blood (블러드?) – serie TV (2015)
- Neoreul saranghan sigan (너를 사랑한 시간?) – serie TV (2015)
- Oh My Venus (오 마이 비너스?) – serie TV (2015-2016)
- Hamburo aeteuthage (함부로 애틋하게?) – serie TV (2016)
- Kaeri-eoreul kkeuneun yeoja (캐리어를 끄는 여자?) – serie TV (2016)
- Nangman doctor Kim Sa-bu (낭만닥터 김사부?) – serie TV (2016-2019)
- Hanappun-in naepyeon (하나뿐인 내편?) – serial TV (2018-2019)
- O! Samgwang Villa! (오! 삼광빌라!?) – serie TV (2019-2020)
- Avvocata Woo (이상한 변호사 우영우?) – serie TV (2022)
- Wolsugeumhwamokto (월수금화목토?) – serie TV (2022)
- Queenmaker (퀸메이커?) – serie TV (2023)
- Black Knight (택배기사?) – serie TV (2023)
- Soyong-eobs-eo geojinmal (소용없어 거짓말?) – serie TV (2023)